# Dialer
Een dialer is een computerprogramma dat een modemverbinding laat maken met een duur telefoonnummer. Dit kan legaal, maar vaak ook illegaal gebeuren. Zonder enige waarschuwing wordt verbinding gemaakt met een duur 0909- of 0906-nummer. Hierdoor wordt de eigenaar van de computer op kosten gejaagd.
Voorboden van een dialer die op de computer aanwezig is:
- uit de modem komt het geluid van de kiestoon
- de internetverbinding wordt duidelijk trager

Een onverwacht hoge telefoonrekening kan veroorzaakt zijn door een dialer. Dit is een computerprogramma dat inbelt naar dure betaal- of buitenlandse nummers tijdens het internetten. Dialers komen voornamelijk voor bij spelletjes-, ringtone- en erotische websites. Als bij een dergelijke website op OK of Ja wordt geklikt, bestaat de kans dat een dialer op de computer wordt geïnstalleerd.
Dialers werken alleen via een analoge modem (of ISDN-adapter). Breedbandgebruikers lopen dus geen gevaar, tenzij nog een analoge modem en een telefoonlijn zijn aangesloten.